# Patricio Pérez Díaz
Patricio Alejandro Pérez Díaz (Rengo, 14 de marzo de 1980) es un exfutbolista chileno que jugaba en la posición de mediocampista. Destacó en el club San Luis de Quillota donde debutó y se retiró.
Luego del retiro, se unió al club amateur Unión Católica de la localidad de Pullally, comuna de Papudo.

## Clubes
| Club               | País  | Año         |
| ------------------ | ----- | ----------- |
| Cosntitucion Unido | Chile | 2000-2001   |
| Trasandino         | Chile | 2001        |
| San Luis           | Chile | 2002 - 2006 |
| Everton            | Chile | 2007        |
| Unión San Felipe   | Chile | 2007 - 2009 |
| Cobreloa           | Chile | 2010        |
| San Luis           | Chile | 2010        |
| Rangers            | Chile | 2011        |
| Cobresal           | Chile | 2011        |
| Coquimbo Unido     | Chile | 2012        |
| San Luis           | Chile | 2013 - 2014 |

## Palmarés

### Campeonatos nacionales
| Título                              | Club             | País  | Año  |
| ----------------------------------- | ---------------- | ----- | ---- |
| Tercera División Torneo de Apertura | San Luis         | Chile | 2003 |
| Tercera División Torneo de Clausura | San Luis         | Chile | 2003 |
| Primera B Torneo de Apertura        | Unión San Felipe | Chile | 2009 |
| Primera B                           | Unión San Felipe | Chile | 2009 |
| Copa Chile                          | Unión San Felipe | Chile | 2009 |
| Primera B Torneo de Apertura        | San Luis         | Chile | 2013 |